# Tatpoös
Tatpoös (Tat'poos), danas nestalo pleme salishan Indijanaca, uže skupine Comox, koji su nastanjivali istočni dio velikog otoka Valdes, pred istočnom obalom Vancouvera u kanadskoj provinciji Britanska Kolumbija. Govorili su dijalektom jezika comox. Spominje ih antropolog Boas u MS, B. A. E., 1887
Drugi autori lociraju ih na sjeveru otoka Quadra, sjeverno od plemena Kaäke